# 2003

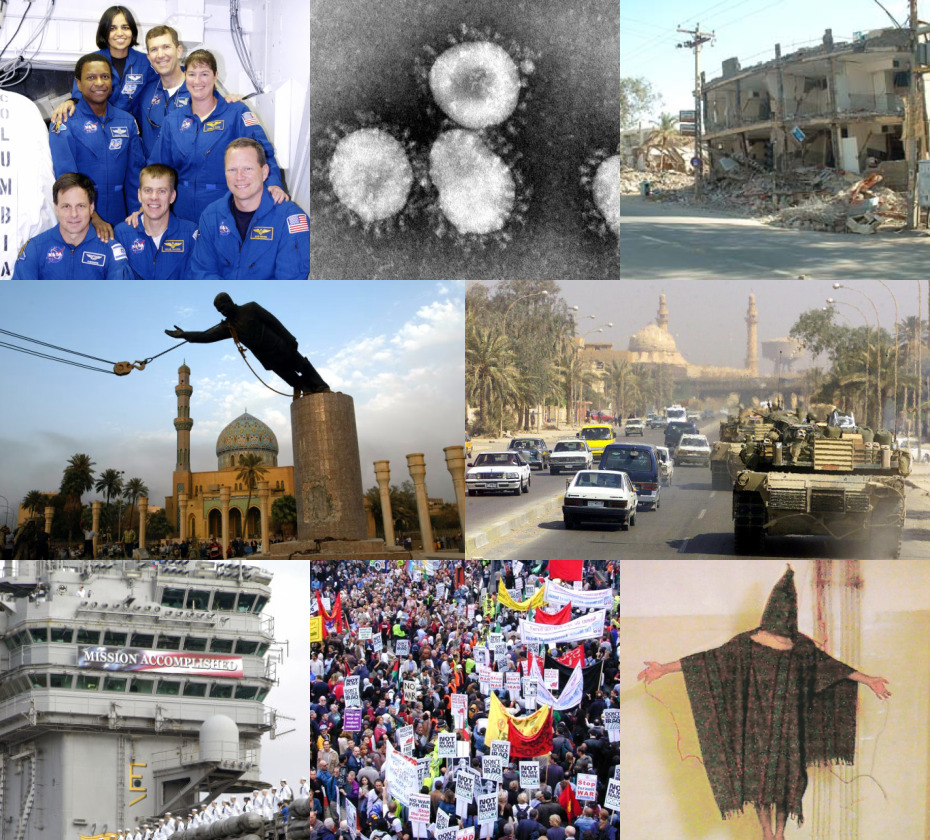
Desde arriba a la izquierda, en el sentido de las agujas del reloj: la tripulación del STS-107 pereció cuando el transbordador espacial Columbia se desintegró durante su reingreso a la atmósfera terrestre; El SARS se convirtió en una epidemia en China y fue un precursor del SARS-CoV-2; Un edificio destruido en Bam, Irán después del terremoto de Bam de 2003 mató a 30.000 personas; Un tanque M1 Abrams del Ejército de EE. UU. patrulla las calles de Bagdad (Irak) después de que la ciudad cayera en manos de las fuerzas lideradas por EE. UU.; Abuso y tortura de iraquíes presos en la prisión de Abu Ghraib por personal estadounidense; Manifestaciones contra la invasión de Irak de 2003; "Misión cumplida" se convirtió en un símbolo irónico de la duración de la guerra de Irak después del discurso del presidente George W. Bush; una estatua de Sadam Huseín es derribada en Bagdad después de que fuera depuesto durante la guerra de Irak.

2003 (MMIII) fue un año común que comenzó en miércoles según el calendario gregoriano. Fue también el número 2003 anno Dómini o de la designación de Era Cristiana, además fue el tercer año del siglo XXI, del III milenio, de la primera década del siglo XXI y el cuarto del decenio de los años 2000. 
Fue designado:
- El Año Internacional del Agua Dulce, por el Consejo Económico y Social de las Naciones Unidas.
- El año de la cabra, según el horóscopo chino.

## Acontecimientos

### Enero
- 1 de enero: 
  - En Brasil, Luiz Inácio Lula da Silva se convierte en el 36.º presidente de ese país para el periodo 2003-2006.

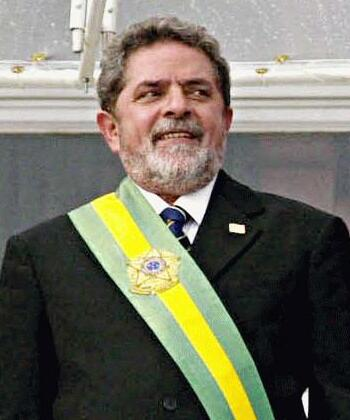
Lula Da Silva, presidente de Brasil para el periodo 2003-2006

- - En Suiza resulta elegido presidente Pascal Couchepin.
- 2 de enero: en Francia, la policía aborta un plan de fuga de presos de ETA en la prisión parisina de La Santé.
- 10 de enero: en Angola es asesinado Jonas Savimbi, líder de la guerrilla de derechas UNITA.
- 11 de enero: el gobernador de Illinois (Estados Unidos) conmuta las penas de muerte de 161 condenados.
- 12 de enero: 
  - El británico Seb Clover (15) se convierte en el navegante más joven que logra cruzar en solitario el Atlántico.
  - A la cantante estadounidense Anastacia (1968-) se le detecta un cáncer de mama.
- 21 de enero: en Colima, México, se registra un terremoto de 7,6 que deja 29 muertos y 300 heridos.
- 24 de enero: fallece el emprendedor, ingeniero, político, empresario y magnate italiano Gianni Agnelli.
- 27 de enero: en México, CNI Canal 40 recupera sus antenas en el Cerro del Chiquihuite tomadas un mes antes por TV Azteca.
- 30 de enero: en Bélgica, el proyecto de ley sobre el Matrimonio entre personas del mismo sexo fue aprobado por la Cámara de Representantes por 91 votos a favor y 22 en contra.

### Febrero
- 1 de febrero: 
  - El transbordador Columbia se desintegra en la reentrada a la atmósfera de la Tierra; mueren sus siete tripulantes.
  - Entra en vigor el Tratado de Niza.
  - En Zimbabue mueren 40 personas en un choque de trenes.
- 2 de febrero: 
  - En Lagos, capital económica de Nigeria, mueren 40 personas en la explosión de un edificio.
  - El Partido Socialdemócrata Alemán (SPD) de Gerhard Schröder sufre un severo «varapalo» electoral en las regionales de Hesse y Baja Sajonia.
- 3 de febrero: 
  - En Nigeria, el Gobierno impone el toque de queda en el sur del país para frenar una ola de violencia étnica.
  - En las costas españolas de Tarifa (Cádiz), 163 inmigrantes son detenidos tras atravesar en patera las aguas del estrecho de Gibraltar.
  - En España, el fuel vertido por el petrolero Prestige continúa llegando a las costas gallegas y cantábricas.
- 4 de febrero: en Serbia y Montenegro entra en vigor la Carta constitucional.
- 5 de febrero: el Tribunal Internacional de Justicia de La Haya ordena a Estados Unidos suspender temporalmente la ejecución de tres presos mexicanos.
- 6 de febrero: 
  - En Madrid, los cirujanos de un hospital logran trasplantar a una adolescente un aparato digestivo completo (estómago, duodeno, intestino delgado, páncreas e hígado) además de un riñón.
  - En inmediaciones del  Departamento de Tolima, Colombia, el ministro de protección social Juan Luis Londoño y cuatro personas más pierden la vida al estrellarse la avioneta en que viajaban. Los cadáveres serían hallados cinco días después.
- 7 de febrero: 
  - El Gobierno español aprueba el proyecto de ley que modifica el Código Penal para introducir el incremento y el cumplimiento íntegro de las penas para los condenados por terrorismo y crímenes graves.
  - En España, la crecida del río Ebro, el más caudaloso de ese país, inunda varios municipios y obliga a desalojar a casi un millar de personas.
  - Belice, Guatemala y Honduras firman un acuerdo en el seno de la OEA para proporcionar a Guatemala un acceso al Mar Caribe.
  - En Bogotá (Colombia), ataque terrorista contra el Club El Nogal: un coche-bomba explota en el edificio del club El Nogal; mueren 36 personas y se produce más de 200 heridos, entre ellos varios niños.
- 9 de febrero:
  - En Montenegro las elecciones presidenciales quedan anuladas por el alto índice de abstención.
  - El atleta español Alberto García bate en Gante (Bélgica) el récord de Europa de los 5000 metros lisos en pista cubierta (13 min 11,39 s).
  - La Marina de Estados Unidos anuncia su retirada de la isla de Vieques.
- 10 de febrero: Francia, Alemania y Bélgica bloquean la petición de Estados Unidos a la OTAN de planificar la eventual defensa militar de Turquía, país fronterizo con Irak.
- 11 de febrero:
  - Todos los grupos de oposición del Parlamento español apoyan una moción contra la posición militarista de Bush y Aznar en la crisis de Irak.
  - En la ciudad santa de La Meca mueren catorce peregrinos en una avalancha.
- 13 de febrero: 
  - en Bélgica, el rey Alberto II firma y promulga la aprobación del proyecto de ley sobre el Matrimonio entre personas del mismo sexo.
  - un equipo médico madrileño logra reemplazar la aorta torácica por una prótesis en un paciente de 64 años.
- 14 de febrero: fallece la Oveja Dolly, primer mamífero clonado.
- 15 de febrero: en más de 600 ciudades del mundo tienen lugar las protestas mundiales contra Estados Unidos por su invasión a Irak. Se calcula que participan más de 30 millones de personas, lo que la convierte en la mayor manifestación por la paz de la historia.
- 15 de febrero: en Gaza (Territorios Palestinos), guerrilleros palestinos de Hamás matan a cuatro soldados israelíes.
- 15 de febrero: en la Ciudad del Vaticano, se desclasifican parte de los archivos documentales que recogen las relaciones de la Santa Sede con Adolf Hitler.
- 15 de febrero: en Leipzig (Alemania), España logra la victoria en la I Copa de Europa de atletismo en pista cubierta.
- 16 de febrero:
  - En Gaza (Palestina) mueren cinco miembros de Hamás en la explosión de una vivienda. La OTAN activa los planes de ayuda militar preventiva a Turquía.
  - En Saint Moritz (Suiza) el equipo austriaco, con nueve medallas, se confirma como primera potencia del esquí alpino en los mundiales disputados.
- 17 de febrero: la Unión Europea pide la máxima colaboración a Irak para lograr una salida pacífica a la crisis.
- 18 de febrero: 
  - En Daegu (Corea del Sur) cerca de 200 personas mueren en el incendio del metro.
  - En Murueta (Vizcaya), la Ertzaintza desactiva una bomba con siete kilos de dinamita.
  - En Perú, Vladimiro Montesinos, exjefe del Servicio de Inteligencia peruano, se sienta en el banquillo para responder por un delito de tráfico de influencias.
  - En Bolivia, el Consejo de Ministros presenta su renuncia colectiva al presidente Gonzalo Sánchez de Lozada.
- 19 de febrero: 
  - La Organización Mundial de la Salud (OMS) confirma la muerte de 64 personas en Congo por un brote del virus de Ébola.
  - El Tribunal Superior de Hamburgo condena a 15 años de prisión al marroquí Mounir el Motassadek, primer sentenciado por los atentados del 11 de septiembre de 2001 en Estados Unidos.

- 20 de febrero: 
  - En Venezuela, un juez ordena la detención de Carlos Fernández Pérez, presidente de Fedecámaras (la mayor organización empresarial de Venezuela), por su actuación como instigador de la huelga general contra el Gobierno de Hugo Chávez.
  - En España, una avería deja sin teléfono móvil a 8,7 millones de ciudadanos abonados a la compañía Vodafone.
  - En España, el juez de la Audiencia Nacional Juan del Olmo ordena el cierre del periódico Egunkaria por su presunta relación con la banda terrorista ETA. Diez personas son detenidas. Nueve salieron más tarde en libertad bajo fianza.
- 21 de febrero: 
  - En Estados Unidos unas 100 personas mueren debido a un incendio durante el concierto de la banda de rock Great White.
  - El primer ministro croata Ivica Racan presenta la solicitud oficial para que su país se convierta en miembro de la UE en 2007.
  - El Gobierno palestino aprueba una tregua anual en la Intifada.
- 22 de febrero: 
  - La Academia Francesa de Cine concede siete premios César a El pianista (de Roman Polanski) y Pedro Almodóvar recoge el galardón a la mejor película europea por Hable con ella.
  - En Sevilla (Bélgica) el atleta español Alberto García Fernández bate el récord de Europa de los 3000 metros lisos en pista cubierta (7 min, 32,98 s).
- 23 de febrero: la Academia Británica de Cine concede dos premios Bafta (mejor guion y mejor película extranjera) a Pedro Almodóvar por Hable con ella.
- 24 de febrero: 
  - El ultranacionalista serbio Vojislav Šešelj se entrega al Tribunal Internacional de La Haya para responder por crímenes de guerra y contra la humanidad.
  - El escritor y periodista mexicano Xavier Velasco logra el premio Alfaguara de novela con la obra Diablo guardián.
  - Un terremoto de 6,3 sacude el noroeste de China dejando 261 fallecidos.

### Marzo
- 1 de marzo: 
  - Irak cumple las exigencias de la ONU y comienza a destruir sus misiles Al Samud 2.
  - La policía de Pakistán y el FBI capturan en Rawalpindi a Jalid Sheikh Mohamed, hombre de confianza de Osama Bin Laden considerado uno de los 'cerebros' de los atentados del 11 de septiembre de 2001.
- 8 de marzo: Malta aprueba en referéndum su adhesión a la Unión Europea.
- 11 de marzo: en La Haya (Países Bajos) se constituye el Tribunal Penal Internacional.
- 12 de marzo: La OMS alerta de un coronavirus conocido como SARS al propagarse a Vietnam y Hong Kong.
- 15 de marzo: 
  - en Chile, Televisión Nacional de Chile estrena el programa infantil 31 Minutos.
  - en República Popular China, Hu Jintao es elegido presidente en la Asamblea Popular Nacional.
- 16 de marzo: en la Franja de Gaza, un soldado israelí aplasta con un buldózer a la activista estadounidense Rachel Corrie (23), que impedía la demolición de hogares palestinos
- 19 de marzo: George Maxwell Richards toma posesión como presidente de Trinidad y Tobago.

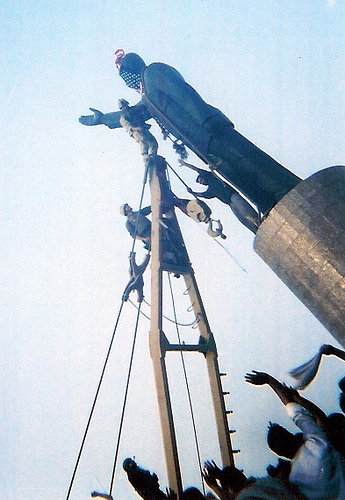
Inicio de la guerra de Irak

- Inicio de la guerra de Irak20 de marzo: da inicio la guerra de Irak o segunda guerra del Golfo. Tropas de Estados Unidos y otros tres países invaden Irak.
- 22 de marzo: en Madrid se enfrentan policías y una minoría de alborotadores al final de una nueva marcha contra la guerra en Irak.
- 23 de marzo: Eslovenia aprueba en referéndum su adhesión a la Unión Europea. y a la OTAN.
- 25 de marzo: Linkin Park lanza su segundo álbum, Meteora.

### Abril
- 1 de abril: las empresas japonesas de videojuegos Square y Enix se fusionan y crean su entidad corporativa Square Enix.
- 2 de abril: 
  - Un grupo de cubanos secuestra un transbordador en La Habana para huir de la isla.
  - El ejército israelí reocupa el campo de refugiados de Tulkarem y detiene a un millar de palestinos.
- 6 de abril: en El Salvador inicia operaciones el canal VTV canal 35 en señal abierta y 5 en cable.
- 7 de abril: 
  - El diario The Boston Globe recibe el Premio Pulitzer por su cobertura de los escándalos sexuales de la Iglesia católica en los Estados Unidos.
  - Un atentado de la guerrilla chechena se cobra cinco víctimas en Grozni.
- 9 de abril: en Irak las fuerzas de los Estados Unidos conquistan Bagdad.
- 10 de abril: 22 alumnos y su profesora mueren en el incendio de una escuela en Siberia.
- 12 de abril: Hungría aprueba en referéndum su adhesión a la Unión Europea.
- 14 de abril: El Proyecto del Genoma Humano es completado, con el 99% del genoma secuenciado.
- 17 de abril: decimocuarta Encíclica de Juan Pablo II, Ecclesia de Eucharistia.
- 20 de abril: quiebra la aerolínea argentina LAPA.
- 24 de abril: Microsoft lanza al mercado para estaciones de trabajo y servidores: Windows Server 2003
- 26 de abril: En España, se celebra el centenario del Club Atlético de Madrid.
- 27 de abril: 
  - El justicialista Carlos Saúl Menem gana las elecciones presidenciales en la República Argentina. Sin embargo, debido a que no alcanza el 45% de los votos que exige la ley Argentina para asumir un cargo electivo, se inicia un balotaje con el también justicialista Néstor Kirchner.
  - En Paraguay, Nicanor Duarte Frutos es electo presidente.
- 28 de abril: lanzamiento del observatorio espacial Galaxy Evolution Explorer.
- 29 de abril: en la ciudad de Santa Fe (Argentina), el río Salado produce una gravísima inundación (23 muertos).
  - En el estado de Alabama se registra un terremoto de 4,9.

### Mayo
- 1 de mayo: un terremoto de 6,4 sacude la provincia de Bingol dejando un saldo de 177 muertes.
- 3 de mayo: Juan Pablo II visita por quinta vez España. Al día siguiente canoniza en Madrid a santa Ángela de la Cruz, santa Maravillas de Jesús, santa Genoveva Torres, san Pedro Poveda y san José María Rubio.
- 5 de mayo: en Colombia, el gobernador del departamento de Antioquia, Guillermo Gaviria Correa, el exministro de defensa, Gilberto Echeverri Mejía, y ocho militares, todos ellos secuestrados por guerrilleros del Frente 34 de las FARC,  fueron asesinados por sus captores durante un fallido operativo de rescate realizado por fuerzas especiales del ejército. Los hechos ocurrieron en una zona rural y selvática del municipio de Urrao, suroeste de Antioquia, en límites con el departamento del Chocó.
- 9 de mayo: lanzamiento de la sonda espacial Hayabusa.
- 13 de mayo: 
  - Carlos Saúl Menem (vencedor en primera vuelta de ballotage) abandona la carrera por la presidencia de Argentina, razón por la cual accede a la primera magistratura Néstor Kirchner.
  - En República Dominicana, el gobernador del Banco Central de la República Dominicana José Lois Malkum, emitió un discurso en el Palacio Nacional sobre el fraude fiscal del Banco Intercontinental como causa de la Crisis financiera dominicana del 2003.
- 17 de mayo: 
  - En Kirkuk, Irak mueren 13 personas en un enfrentamiento étnico entre kurdos y árabes.
  - En un accidente de autobús en Francia mueren 29 turistas alemanes que se dirigían a España.
  - El atleta español Alberto García, campeón de Europa de los 5000 metros, desvela su positivo por EPO (eritropoietina) tras un control efectuado el 29 de marzo después del Mundial de cross corto.
  - Eslovaquia aprueba en referéndum su adhesión a la Unión Europea.
- 20 de mayo: 
  - En Rosario, Argentina se inaugura el Puente Rosario-Victoria.
  - El cantante puertorriqueño Ricky Martin, lanza al mercado su séptimo álbum de estudio y quinto realizado en español Almas del silencio, es además el primero en este idioma desde Vuelve en 1998.
- 21 de mayo: Un terremoto de 6,8 sacude Argelia dejando más de 2.200 fallecidos.
- 24 de mayo: en Riga, Letonia se celebra la IIL Edición del Festival de Eurovisión resultando ganadora Turquía con la cantante Sertab Erener y la canción Everyway that I can.
- 25 de mayo: 
  - En Buenos Aires, Argentina Néstor Kirchner asume como presidente.
  - Se celebran elecciones municipales en España.
- 26 de mayo: mueren 62 militares españoles al estrellarse en suelo turco el avión en el que volvían tras cumplir una misión en Afganistán.
  - un terremoto de 7,1 sacude Japón dejando 174 heridos.
- 30 de mayo: se produce un atentado de ETA en Sangüesa, Navarra.

### Junio
- 1 de junio: en Bélgica, entra en vigor el Matrimonio entre personas del mismo sexo.
- 2 de junio: la dominicana Amelia Vega es coronada Miss Universo en la ciudad de Panamá, Panamá.
- 3 de junio: en la localidad manchega de Chinchilla ocurre un grave accidente de tren por culpa de un error humano, fallecen 19 personas.
- 6 de junio: Se estrena el primer video de la serie Eddsworld
- 8 de junio: Polonia aprueba en referéndum su adhesión a la Unión Europea.
- 14 de junio: 
  - En México, el club Monterrey se convierte en campeón después de 17 años de sequía.
  - República Checa aprueba en referéndum su adhesión a la Unión Europea.

- 18 de junio: comienza por primera vez en Francia la 6.ª edición de la Copa FIFA Confederaciones 2003.
- 28 de junio: en Barcelona aterriza el Harley Davidson Open Road Tour, celebrando los 100 años de la marca. Más de 15 000 motocicletas se dan cita en Montjuïc haciendo posible una de las mayores fiestas moteras de la historia en España.
- 29 de junio: en París (Francia), Finaliza el torneo de Copa FIFA Confederaciones donde los Franceses se coronan por segunda vez campeones al derrotar a la sorpresiva Camerún por 1-0.

### Julio
- 2 de julio:
  - En Praga, el Comité Olímpico Internacional elige a Vancouver sede de los Juegos Olímpicos de Invierno de 2010.
  - En Veracruz, el futbolista mexicano Isaac Terrazas atropella y mata a un niño; será encarcelado por unos días.
- 3 de julio: Úbeda y Baeza son nombradas patrimonio de la humanidad por la Unesco.
- 6 de julio: en México se celebran las elecciones intermedias.
- 8 de julio: en Dhahran, Arabia Saudita se registra la mayor sensación térmica en la historia, al registrar 42 °C combinados con la Humedad relativa de 68 % y el Punto del rocío del 35 °C, por lo que se registró 79.9 °C de sensación térmica.
- 21 de julio: un terremoto de 5,9 sacude China dejando un saldo de 19 muertos y más de 600 heridos.
- 24 de julio: en Guatemala, se realiza el Jueves negro durante el gobierno de Alfonso Portillo (2000-2004).
- 26 de julio: un terremoto de 6,4 sacude Japón dejando un saldo de 677 heridos.
- 27 de julio: 
  - Henry Pease se convierte en presidente del Congreso de la República del Perú para el período 2003-2004.
  - México se proclama campeón de la Copa Oro 2003 ante Brasil y consigue su boleto a la Copa Confederaciones 2005.
- 30 de julio: de la planta Volkswagen de Puebla, México, sale el último Volkswagen Escarabajo, el famoso Automóvil del Siglo, con más de 50 años de producción. Es transportado inmediatamente al Museo Autostadt de Wolfsburg, Alemania.

### Agosto
- 1 de agosto: se inauguran los Panamericanos de Santo Domingo 2003.
- 9 de agosto: 830 aniversario de la torre inclinada de Pisa
- 10 de agosto: se registra la mayor temperatura de la historia del Reino Unido: 38,5 °C (101.3 °F) se registran en Brogdale cerca de Faversham en Kent.[1]
- 11 de agosto: una ola de calor en París causa temperaturas de hasta 44 °C (112 °F).
- 12 de agosto: en Buenos Aires (Argentina), el Congreso vota ―por iniciativa del presidente Néstor Kirchner― la nulidad de las leyes de Obediencia Debida y Punto Final (establecidas en 1986 y 1987 por el presidente Raúl Alfonsín).[2]
- 13 de agosto: la artista de k-pop Lee Hyori debuta en solitario con su álbum Stylish..., un año después de que se disolviera su grupo Fin.K.L.
- 14 de agosto: se establece la Misión de Asistencia de las Naciones Unidas para Irak.[3]
- 15 de agosto: en el noreste de Estados Unidos y los Grandes Lagos de Canadá sucede un apagón. La ciudad más afectada será Nueva York y provoca la más grave perdida de electricidad en la Gran Manzana desde los ocurridos en 1965 y 1977. Muchas personas quedan varadas en el metro y las calles y puentes de la zona metropolitana neoyorquina.
- 15 de agosto: en Asunción (Paraguay), Nicanor Duarte Frutos jura como 46.º presidente y el quinto desde la caída de Stroessner.
- 15 de agosto: en la villa española de Petrel (provincia de Alicante) se hace sentir un terremoto de 5.8 grados en la escala de Ritcher.
- 18 de agosto: en el muelle del pueblo Conception Bay South, 27 km al oeste de la ciudad de San Juan de Terranova (Canadá), Shirley Turner (42) se arroja al mar para suicidarse y al mismo tiempo asesinar a su hijo Zachary Bagby (1), dormido con somníferos y atado a su cuerpo mediante un suéter o jersey. Turner había obtenido su custodia a pesar de enfrentar un juicio por haber asesinado dos años antes al padre del bebé, Andrew Bagby (28). El caso será difundido en el documental Querido Zachary: carta a un hijo acerca de su padre (2008) y condujo a la creación de la Ley Zachary, que ayuda a proteger a los niños en relación con sus padres acusados por crímenes.[4]
- 19 de agosto: en Tegucigalpa (Honduras), el político Carlos Roberto Reina, quien fue presidente entre 1994 y 1998, se suicida de un disparo en la cabeza.
- 22 de agosto: en el Centro de lanzamiento de Alcántara (en el norte de Brasil) explota un cohete VLS-3, matando instantánteamente a 21 científicos e ingenieros brasileños.
- 22 de agosto: en Nueva Zelanda sucede un terremoto de 7.2 grados en la escala de Richter.
- 24 de agosto: en el circuito de Hungaroring (Hungría), Fernando Alonso se convierte en el primer español en ganar un gran premio de Fórmula 1.
- 25 de agosto: en México sucede el escándalo de la actriz y cantante mexicana Lucero por parte de un agente de seguridad ('guarura' en el diccionario del español mexicano) y su pistola amenazando a los periodistas presentes.
- 28 de agosto: un apagón eléctrico corta el suministro a alrededor de medio millón de personas que viven en el sudeste de Inglaterra, y hace que el 60 % del Metro de Londres se detenga.
- 29 de agosto: Niklas Zennström y Janus Friis crean la plataforma de mensajería llamada Skype
- 31 de agosto: los Países Bajos se convierten en el primer país del mundo que distribuye hachís en farmacias con fines terapéuticos.
- 31 de agosto: en Bagdad (Irak), cientos de miles de chiíes asisten al funeral de su líder religioso, Mohamed Baquer al Hakim.

### Septiembre
- 9 de septiembre: dos atentados de Hamás causan 15 muertos en Jerusalén y Tel-Aviv.[5]
- 10 de septiembre: en los almacenes NK de Estocolmo (Suecia), la ministra Anna Lindh es apuñalada, falleciendo en la madrugada siguiente.
- 14 de septiembre: 
  - Suecia se convierte en el segundo país que rechaza en referéndum la adopción del euro (Dinamarca lo hizo en 2000).
  - Estonia aprueba en referéndum su adhesión a la Unión Europea
- 20 de septiembre: Letonia aprueba en referéndum su adhesión a la Unión Europea.
- 22 de septiembre: en República Dominicana se registra un terremoto de 6,4 que deja 3 muertos y decenas de heridos.
  - Un terremoto de 6,6 sacude el centro de Birmania dejando un saldo de 7 muertos y 43 heridos.
- 23 de septiembre: se inaugura el Auditorio de Tenerife, uno de los edificios más importantes de la arquitectura española.
- 26 de septiembre: un terremoto de 8,3 sacude la costa de Hokkaidō dejando un saldo de 3 muertos y más de 800 heridos.
- 27 de septiembre: un terremoto de 7,3 sacude la república de Altái en Rusia dejando 3 muertos y 5 heridos.

### Octubre
- 8 de octubre: Arnold Schwarzenegger resulta elegido gobernador del estado de California.
- 11 de octubre: Madrid, Zaragoza y Lérida quedan unidas por el AVE (Alta Velocidad Española).
- 17 de octubre: en La Paz (Bolivia), a causa del conflicto por la exportación de gas natural, el presidente Gonzalo Sánchez de Lozada renuncia a su cargo y abandona el país y lo sucede en el cargo el vicepresidente Carlos Mesa.
- 19 de octubre: en el Vaticano, el papa Juan Pablo II beatifica a la monja albanesa Teresa de Calcuta.
- 24 de octubre: 
  - Último vuelo de la aeronave Concorde desde el aeropuerto de Heathrow a Bristol.
  - En Lisboa (Portugal) se inaugura el Estádio da Luz.
- 28 de octubre: en California suceden los más grandes incendios forestales en la historia de ese Estado; 1500 hogares quedaron destruidos, 16 personas muertas y 2.400 km² arden. Se ordenan evacuaciones de partes de las ciudades en los condados de Los Ángeles y San Diego.[6]
- 29 de octubre: 
  - En una mina de carbón en Rostov, rescatan con vida a 11 de los 13 mineros rusos que habían quedado sepultados seis días atrás por un accidente.
  - En Estados Unidos, la empresa Activision lanza a la venta el videojuego Call of Duty.
- 30 de octubre: en Bagdad (Irak), la ONU retira a todo su personal extranjero de esa ciudad.

### Noviembre
- 3 de noviembre: 
  - Primer centenario de Panamá tras su separación de Colombia.
  - Centenario de la fundación del Club Atlético Newell's Old Boys (Argentina)
- 9 de noviembre: en Guatemala, Óscar Beger Perdomo, gana la primera vuelta venciendo al socialdemocráta Álvaro Colom.
- 10 de noviembre: en Venezuela ocurre la Masacre de Vista Hermosa en Ciudad Bolívar, dejando como resultado siete presos muertos, mientras que otros quince resultaron heridos, incluyendo a dos custodios del penal.
- 14 de noviembre: se descubre Sedna, un objeto transneptuniano.
- 15 de noviembre: en Cruz del Eje (Argentina) se inaugura la Casa Museo Illia en recuerdo del expresidente Arturo Umberto Illia, en su antigua vivienda particular.
- 16 de noviembre: en Oporto (Portugal) se inaugura el Estádio do Dragão.
- 17 de noviembre: en California, Britney Spears recibe su estrella en el paseo de la fama de Hollywood, convirtiéndose en la cantante más joven en recibir dicho reconocimiento.
- 23 de noviembre: en Georgia después de las protestas que provocó la revolución de las Rosas el presidente Eduard Shevardnadze renuncia al poder y deja en su lugar un gobierno de transición hasta la llegada de Mijeíl Saakashvili en enero de 2004
- 26 de noviembre: el Concorde es completamente retirado de los aeropuertos, terminando la era de los vuelos comerciales y civiles supersónicos.
- 27 de noviembre: Comienza la 14.ª Edición de la Copa Mundial de Fútbol Sub-20 de 2003 en Emiratos Árabes Unidos.
- 28 y 29 de noviembre: en Uruguay se realiza la primera maratón televisiva Teletón, que recauda 14,72 millones de pesos uruguayos.

### Diciembre
- 1 de diciembre: en Kazajistán un terremoto de 6,0 sacude la Región de Almaty dejando 10 fallecidos y 73 heridos.
- 4 de diciembre: en Japón, la empresa Polyphony Digital lanza el juego Gran Turismo 4 Prologue
- 5 de diciembre: en Saltillo (México) se inaugura el Centro de Rehabilitación Infantil Teletón.
- 10 de diciembre: en Taiwán, un terremoto de 6,8 deja varios heridos y daños en infraestructuras.
- 12 de diciembre:
  - en bahía de Taknes (Noruega) muere la orca Keiko, famosa por ser estelar en la trilogía Liberen a Willy y mascota del parque de diversiones Reino Aventura (actualmente Six Flags México) entre 1985 y 1996.
  - en Canadá, Paul Martin se convierte en primer ministro.
- 12 y 13 de diciembre: en México se presenta el Teletón, con el eslogan «Lo hacemos todos», que recaudará 247 millones de pesos en servicio.
- 13 de diciembre: 
  - En Tikrit (Irak) es detenido el dictador Sadam Huseín.
  - Muere Heydar Aliyev, presidente de Azerbaiyán.
- 19 de diciembre: en Abu Dabi (Emiratos Árabes Unidos), finaliza el Mundial sub-20 y Brasil se corona campeón del mundo por cuarta vez en esta categoría al vencer por la mínima diferencia 0-1 a España.
- 20 de diciembre: en México, el club Pachuca se convierte en campeón.
- 22 de diciembre: en el estado de California se registra un fuerte terremoto de 6,6.
- 25 de diciembre: en Puerto Armuelles (Panamá) se registra un terremoto de 6,5 que deja 2 muertos y varios daños.
- 26 de diciembre: 
  - Un terremoto de 6,6 sacude el sureste de Irán dejando un saldo de 34.000 muertos y destruyendo la ciudadela de Bam.
  - En Córdoba (Argentina) se produce un fuerte tornado de intensidad F3 con vientos de hasta 300 km/h provocando, al menos, 3 muertos, 2 desaparecidos, 45 heridos, cientos de evacuados y numerosos daños materiales.[7]
  - El grupo de K-pop TVXQ Formado por SM Entertainment Debuta con su canción "Hug" en una presentación con Britney Spears.
- 28 de diciembre: en Guatemala, el empresario Óscar Berger Perdomo es electo presidente.

## Fallecimientos
- Anexo:Fallecidos en enero de 2003
- Anexo:Fallecidos en febrero de 2003
- Anexo:Fallecidos en marzo de 2003
- Anexo:Fallecidos en abril de 2003
- Anexo:Fallecidos en mayo de 2003
- Anexo:Fallecidos en junio de 2003
- Anexo:Fallecidos en julio de 2003
- Anexo:Fallecidos en agosto de 2003
- Anexo:Fallecidos en septiembre de 2003
- Anexo:Fallecidos en octubre de 2003
- Anexo:Fallecidos en noviembre de 2003
- Anexo:Fallecidos en diciembre de 2003

## Literatura
- 6 de enero: Andrés Trapiello obtiene el premio Nadal por su novela Los amigos del crimen perfecto.
- Arturo Pérez-Reverte: El caballero del jubón amarillo, quinta entrega de la serie de Las aventuras del capitán Alatriste.
- Rosa Montero: La loca de la casa.
- Dan Brown: El código Da Vinci.
- Miguel Argaya: Historia de los falangistas en el franquismo.
- Mark Haddon: El curioso incidente del perro a medianoche.
- Homero Muñoz: Silvio Instigador

## Cultura y ficción
- La serie animada UnderWorld relata el inicio del "Armagedón Nuclear" (Tercera Guerra Mundial) el día 25 de agosto de 2003

## Ciencia y tecnología
- 14 de febrero: muere la oveja Dolly, primer mamífero clonado a partir de una célula adulta.
- 1 de marzo: la OMS suscribe el primer tratado internacional contra el tabaco.
- En marzo, en Hong Kong, un grupo de médicos declara haber identificado al agente causante del SARS (síndrome respiratorio agudo grave) como perteneciente a la familia de los paramixovirus.
- 11 de abril: en Madrid se inaugura el Metrosur, que conecta con el metro.
- 24 de abril: se completa la secuencia del genoma.
- En septiembre, en la cueva de Liang Bua ―al oeste de la isla de Flores (Indonesia)―, se halla una especie de homínido conocido como Hombre de Flores (Homo floresiensis).

### Astronáutica
- 6 de enero: lanzamiento del satélite estadounidense de observación terrestre Coriolis.
- 2 de junio: lanzamiento de la sonda europea a Marte Mars Express.
- 14 de noviembre: descubrimiento del planetoide Sedna
- 21 de septiembre: finaliza la misión Galileo, tras ocho años de exploración del sistema de Júpiter.
- 27 de septiembre: lanzamiento de la sonda lunar europea Smart 1.

### Videoconsolas
- 13 de septiembre: Steam se lanza al mercado como tienda de videojuegos en línea.[8]

- 14 de febrero (Japón) / 23 de marzo (Estados Unidos) / 28 de marzo (Europa): sale a la venta la exitosa consola de Nintendo, la Game Boy Advance SP (revisión muy mejorada de Game Boy Advance).
- Mario Kart: Double Dash!!
- Need for Speed Porsche Unleashed
- Mario Golf: Toadstool Tour
- Super Mario Advance 4: Super Mario Bros. 3
- Mario & Luigi: Superstar Saga
- Sale a la venta la edición de PC del juego GTA: Vice City.

## Videojuegos
- 17 de junio: Microsoft Game Studios y Digital Illusions CE sacan a la venta el videojuego Midtown Madness 3 para la consola Xbox,
- 24 de julio: SNK Playmore y Capcom lanzan el videojuego SVC Chaos: SNK vs. Capcom para el Sistema Arcade Neo Geo.
- 28 de septiembre: Vivendi Universal y Vicarious Visions sacan a la venta el videojuego Crash Nitro Kart para PlayStation 2, Xbox, Nintendo Gamecube y Game Boy Advance.
- 18 de noviembre: Rockstar Games lanza Manhunt para las consolas PlayStation 2 y Xbox, y más tarde se lanzaría para Microsoft Windows.
- 12 de diciembre: SNK Playmore lanza The King of Fighters 2003 además de ser el último videojuego de la serie KOF en aparecer en el sistema Arcade Neo Geo.

## Deporte

### Fútbol
- Copa Mundial Femenina de Fútbol: Alemania se proclama campeón del mundo por primera vez tras derrotar en la final a Suecia por 2:1.
- Copa Intercontinental: Boca Juniors (Argentina), campeón tras vencer al AC Milan.
- Liga de Campeones (Champions League): El AC Milan, campeón.
- Copa de la UEFA: FC Porto gana la Copa de la UEFA.
- Copa Libertadores de América: Boca Juniors (Argentina), campeón.
- Copa Sudamericana: Cienciano del Cusco se proclama campeón de la copa sudamericana de fútbol tras vencer 1:0 en Arequipa, Perú al River Plate de Argentina.
- Recopa Sudamericana: Club Olimpia (Paraguay), campeón.
- Liga española de fútbol: Real Madrid, campeón.
- Copa del Rey: 28 de junio: El Real Mallorca se proclama campeón al imponerse por 3:0 al Recreativo de Huelva. La final se disputó en Elche.
- Liga Inglesa: Manchester United, campeón.
- Liga Argentina:
  - Clausura: River Plate.
  - Apertura: Boca Juniors.
- Liga Colombiana:
  - Apertura: Once Caldas
  - Finalización: Deportes Tolima
- Liga Chilena :
  - Apertura: Cobreloa.
  - Clausura: Cobreloa.
- Liga Mexicana:
  - Clausura: El Monterrey consigue su segundo campeonato después de 17 años, al vencer al Morelia por un marcador global de 3-1.
  - Apertura: Pachuca se corona campeón venciendo a los Tigres con un global de 3-2.
- Liga Italiana Juventus de Turín, campeón.
- Liga Alemana Bayern de Múnich, campeón.
- Balón de Oro: El checo Pavel Nedvěd (Juventus de Turín), nombrado mejor futbolista del mundo del año según la revista France Football.
- Campeonato Ecuatoriano de Fútbol: Liga de Quito, campeón.

#### Noticias
- 5 de julio: Sergio Agüero se convierte en el futbolista más joven en debutar en un torneo de primera división en Argentina.[9]

- En Argentina se inaugura el Estadio Único de La Plata

### Baloncesto
- NBA: San Antonio Spurs, campeón.
- Euroliga: abril- El F. C. Barcelona se proclama, por primera vez, campeón de la Euroliga de baloncesto, cuya "Final Four" se disputó en Barcelona. El jugador serbio del Barcelona, Dejan Bodiroga, es designado jugador más valioso del torneo.
- Copa ULEB: Pamesa Valencia, campeón.
- Liga ACB: F. C. Barcelona, campeón.
- Copa del Rey de Baloncesto: El F. C. Barcelona, campeón, al vencer en la final de Valencia al TAU Baskonia por 84-78.
- Liga Sudamericana de Clubes: Este año ha sido el único en que no se ha celebrado este torneo desde su creación en 1996.

### Balonmano
- Copa de Europa de Balonmano: Montpellier HB (Francia), campeón.
- Recopa de Europa de Balonmano: Balonmano Ciudad Real (España), campeón.
- Copa EHF: F. C. Barcelona, campeón.
- Liga ASOBAL(España): F. C. Barcelona, campeón.

### Atletismo
- Campeonato del Mundo de Atletismo: Se celebra la novena edición en París (Francia).

### Tenis
- Abierto de Australia: Hombres: Andre Agassi a Rainer Schüttler. Mujeres: Serena Williams a Venus Williams.
- Roland Garros: Hombres: Juan Carlos Ferrero a Martin Verkerk. Mujeres: Justine Henin-Hardenne a Kim Clijsters.
- Wimbledon: Hombres: Roger Federer a Mark Philippoussis. Mujeres: Serena Williams a Venus Williams.
- US Open: Hombres: Andy Roddick a Juan Carlos Ferrero. Mujeres: Justine Henin-Hardenne a Kim Clijsters.
- Masters: Campeones Roger Federer (hombres) y Kim Clijsters (mujeres).
- Copa Davis: Australia, campeona.
- Copa Federación: Francia, campeona.

- Copa del Mundo: Chile se proclama campeón mundial de tenis gracias al equipo compuesto por Marcelo Ríos, Nicolás Massú y Fernando González en Düsseldorf, Alemania.

### Golf
- Masters de Augusta: Mike Weir, campeón.
- Abierto de Golf de Estados Unidos: Jim Furyk, campeón.
- Abierto Británico de Golf: Ben Curtis, campeón.
- Campeonato de la PGA: Shaun Micheel, campeón.
- PGA Gran Slam de Golf: Jim Furyk, campeón.

### Automovilismo
- Fórmula 1: Michael Schumacher obtiene su sexto título de campeón del mundo de Fórmula 1. Fernando Alonso obtiene en el GP de Hungría la primera victoria de un español en la Fórmula 1, convirtiéndose en el piloto más joven en ganar un Gran Premio, y en conseguir una pole position en el GP de Malasia.
- NASCAR: Matt Kenseth, campeón de Winston Cup Series con 1 victoria.
- Campeonato Mundial de Rally: Petter Solberg, campeón.
- Rally París-Dakar: Hiroshi Masuoka, campeón.

### Motociclismo
- Campeonato del Mundo de Motociclismo:
  - MotoGP: Valentino Rossi, campeón.
  - 250 cc: Manuel Poggiali, campeón.
  - 125 cc: Daniel Pedrosa, campeón.
- Rally París-Dakar: Richard Sainct, campeón.

### Ciclismo
- Tour de Francia: Lance Armstrong gana su quinto Tour de Francia consecutivo. (estos 5 y los otros dos que ganara, se los quitan por las pruebas de antidopaje que salieron positivas.).
- Vuelta a España: 26 de septiembre: Roberto Heras se proclama vencedor de la 59.ª edición de la Vuelta a España por segunda vez.
- Giro de Italia: Gilberto Simoni, italiano, ganador.
- Campeonato del Mundo de ciclismo: Igor Astarloa (España), campeón.

### Rugby
- Campeonato central de rugby chileno: Universidad Católica campeón.
- Mundial de Rugby: Inglaterra campeón (primer equipo campeón del hemisferio norte).
- Campeonato de la URBA: SIC Campeón.
- Torneo del Litoral: GER Campeón.

### Rodeo
- Campeonato Nacional de Rodeo: Sebastián Walker y Camilo Padilla logran el título del Campeonato Nacional de Rodeo de 2003.

## Cine

### Estrenos
- 9 de enero: Monster de Patty Jenkins.
- 29 de enero: El misterio de Ginostra de Manuel Pradal.
- 17 de enero: Kitchen stories de Bent Hamer.
- 7 de febrero: La gran aventura de Mortadelo y Filemón de Javier Fesser.
- 5 de marzo: Astronautas de Santi Amodeo.
- 14 de marzo: Superagente Cody Banks de Frankie Muniz y Hilary Duff.
- 16 de marzo: La gran película de Piglet de Francis Glebas
- 14 de marzo: Willard de Glen Morgan.
- 21 de marzo:  Utopía de María Ripoll.
- 4 de abril: Japón de Carlos Reygadas.
- 4 de abril: Un sueño para ella de Dennie Gordon.
- 2 de mayo: Salinui chueok (Memories of Murder) de Bong Joon-ho.
- 9 de mayo: Abajo el amor de Peyton Reed.
- 15 de mayo:  The Matrix Reloaded de Andy Wachowski y Larry Wachowski.
- 23 de mayo:  Bruce Almighty de Tom Shadyac
- 30 de mayo: Buscando a Nemo de Andrew Stanton y Lee Unkrich.
- 30 de mayo: Km. 666 de Rob Schmidt.
- 9 de junio: Pirates of the Caribbean: The Curse of the Black Pearl de Gore Verbinski.
- 13 de junio: Dos hermanas de Kim Jee-Woon.
- 18 de junio: Alta tensión de Alexandre Aja.
- 26 de junio: Vivir intentado de Tomás Yankelevich.
- 2 de julio: Simbad: La leyenda de los siete mares de Patrick Gilmore y Tim Johnson.
- 25 de julio: Seabiscuit de Gary Ross.
- 1 de agosto: American pie ¡Menuda boda! de Jesse Dylan.
- 8 de agosto: S.W.A.T. de Clark Johnson.
- 15 de agosto: A good lawyer's wife de Im Sang-soo.
- 23 de agosto: La maldición 2 de Takashi Shimizu.
- 6 de septiembre: Zatōichi de Takeshi Kitano.
- 12 de septiembre: American splendor de Shari Springer Berman y Robert Pulcini.
- 19 de septiembre: Primavera, verano, otoño, invierno... y primavera de Kim Ki-duk.
- 19 de septiembre: Underworld de Len Wiseman.
- 25 de septiembre: Japanese Story de Sue Brooks.
- 26 de septiembre: La mancha humana de Robert Benton.
- 26 de septiembre: Bajo el sol de la Toscana de Audrey Wells.
- 3 de octubre: A contrarreloj de Carl Franklin.
- 3 de octubre: Escuela de rock de Richard Linklater.
- 3 de octubre: Lost in Translation de Sofia Coppola.
- 10 de octubre: Kill Bill Vol. 1 de Quentin Tarantino.
- 17 de octubre: La Matanza de Texas de Marcus Nispel.
- 20 de octubre: Hermano oso de Aaron Blaise.
- 24 de octubre: Destino final 2 de David R. Ellis.
- 24 de octubre: Caterina va in città de Paolo Virzì.
- 24 de octubre: Mystic River de Clint Eastwood.
- 24 de octubre: Scary Movie 3 de David Zucker.
- 1 de noviembre: Brother Bear de Aaron Blaise y Bob Walker.
- 5 de noviembre: Mala leche de Patrick Alessandrin.
- 5 de noviembre: The Matrix Revolutions de Andy Wachowski y Larry Wachowski.
- 14 de noviembre: Master and commander de Peter Weir.
- 14 de noviembre: Looney Tunes: De nuevo en acción
- 21 de noviembre: 21 gramos de Alejandro González Iñárritu.
- 21 de noviembre: Oldboy de Park Chan-wook.
- 21 de noviembre: El gato
- 26 de noviembre: La mansión encantada de Rob Minkoff.
- 1 de diciembre: Saraband de Ingmar Bergman.
- 5 de diciembre: El último samurái de Edward Zwick.
- 5 de diciembre: Peter Pan de P. J. Hogan.
- 12 de diciembre: Cuando menos te lo esperas... de Nancy Meyers.
- 17 de diciembre: El Señor de los Anillos: el retorno del Rey de Peter Jackson (estreno mundial).
- 19 de diciembre: El Cid: La leyenda de Josep Pozo.
- 19 de diciembre: La sonrisa de Mona Lisa de Mike Newell.
- 19 de diciembre: Las chicas del calendario de Nigel Cole.
- 25 de diciembre: Cold Mountain de Anthony Minghella.
- 25 de diciembre: Big Fish de Tim Burton.

Todas las fechas pertenecen a los estrenos oficiales de sus países de origen, salvo que se indique lo contrario.

### Óscars
- El español Pedro Almodóvar recibe el Óscar al mejor guion por su película Hable con ella.

## Premio Nobel
- Física: Aleksey Alekséyevich Abrikósov, Vitaly L. Ginzburg, Anthony J. Leggett
- Química: Peter Agre, Roderick MacKinnon
- Medicina: Paul Christian Lauterbur, Sir Peter Mansfield
- Literatura: John Maxwell Coetzee
- Paz: Shirin Ebadi
- Economía: Robert F. Engle, Clive W. J. Granger

## Premios Príncipe de Asturias
- Artes: Miquel Barceló.[10]
- Ciencias Sociales: Jürgen Habermas.[10]
- Comunicación y Humanidades: Ryszard Kapuscinski y Gustavo Gutiérrez Merino.[10]
- Concordia: Joanne Kathleen Rowling.[10]
- Cooperación Internacional: Luiz Inácio Lula da Silva.[10]
- Deportes: Tour de Francia.[10]
- Investigación Científica y Técnica: Jane Goodall.[10]
- Letras: Fátima Mernissi y Susan Sontag.[10]

## Premio Cervantes
- Gonzalo Rojas.[11]